# Platičevo
Platičevo (cyr. Платичево) – wieś w Serbii, w Wojwodinie, w okręgu sremskim, w gminie Ruma. W 2011 roku liczyła 2444 mieszkańców.